# Vermist (televisieserie)
Vermist is een Vlaams fictieproject dat van 2006 tot 2016 werd gerealiseerd door SBS Belgium en Eyeworks, bestaande uit een bioscoopfilm en een televisieserie. De verhaallijnen draaien om een team van de Cel Vermiste Personen van de Federale Politie, dat zich bezighoudt met de opsporing van vermiste personen.
De film Vermist (2007), geregisseerd door Jan Verheyen, diende tevens als pilotaflevering van de serie. De tv-reeks telt zeventig afleveringen, verspreid over zeven seizoenen.
De serie en haar acteurs werden al genomineerd voor diverse televisieprijzen, waaronder de Prijs van de Radio- en Televisiekritiek, Vlaamse Televisie Sterren en de televisieprijzen van het Festival de télévision de Monte-Carlo.

## Geschiedenis

### Ontstaan
De toenmalige Vlaamse televisiezender VT4 had sinds haar start in 1995 weinig eigen fictieprogramma's gemaakt. Er werden dan ook voornamelijk buitenlandse succesreeksen aangekocht, waaronder de drie series uit de CSI-franchise, Heroes en Lost. In 2006 werd besloten daar verandering in te brengen en er werd dan ook gestart met de voorbereidingen voor een serie van eigen makelij. Bovendien was op dat moment een tijd aangebroken waarin marktleiders VTM en VRT op het gebied van fictie weinig tot geen nieuwe reeksen produceerden, voor VT4 de perfecte tijd om wel met iets nieuws te komen.
Uiteindelijk besloot men een serie te maken omtrent de Cel Vermiste Personen, een speciale unit binnen de Federale Politie die sinds de zaak-Dutroux meermaals in de belangstelling heeft gestaan. Het doel van deze unit is het terugvinden van vermiste personen; dit in tegenstelling tot het arresteren van verdachten en vinden van bewijs tegen deze verdachte, een aspect dat in vele andere series centraal staat – een switch van whodunit naar wherearethey. De keuze voor de Cel Vermiste Personen geeft het project een bijzondere maatschappelijke relevatie, vanwege bijvoorbeeld de zaak rondom Marc Dutroux en de ontvoering van en moord op Nathalie Mahy en Stacy Lemmens.
Door een politieserie te maken, haakte VT4 in op een reeds enkele jaren lopende trend. Deze werd in Vlaanderen grotendeels ingezet door Flikken en het succes dat die serie kreeg; vele zenders besloten om zich ook aan het genre te wagen, in de hoop eenzelfde succes te behalen. Aspe en Zone Stad zijn enkele voorbeelden van de weinige series die op een vergelijkbaar resultaat konden rekenen. Qua format heeft Vermist veel overeenkomsten met de Nederlandse serie Spoorloos Verdwenen, maar het betreft geen remake. Daarnaast zit ook de Amerikaanse serie Without a Trace in hetzelfde straatje; volgens regisseur Jan Verheyen zit Vermist hier het dichtste bij. Volgens de producenten houdt de vergelijking daar dan ook op: het publiek krijgt een blik achter schermen van een van de best functionerende politiediensten van België en daarvoor worden de producenten niet geleid door Amerikaanse voorbeelden. Toch zijn er enkele duidelijke voorbeelden van afleveringen die nagenoeg dezelfde verhaallijn hebben. Ook omdat de productie niet beschikt over dezelfde financiële middelen; Vermist zet daar "sterke verhaallijnen, grenzeloos enthousiasme en een Vlaamse topcast" tegenover.

### Research en ontwikkeling
De producenten van Vermist contacteerden de Cel Vermiste Personen al in een vroeg stadium van de ontwikkeling van de serie. Hoofd van de Cel, Alain Remue, had vanaf het begin veel vertrouwen in het project en vond het een eer dat de scenaristen bereid waren om zich te verdiepen in de dienst. De producenten en scenaristen deden ruim een jaar research en hadden hiervoor onverminderd toegang tot de archieven van de Cel. Hierdoor werden een reeks verhaallijnen ontwikkeld die sterk gebaseerd zijn op waargebeurde feiten. Remue en zijn collega Guido Van Rillaer kregen de garantie dat ze alle scenario's mochten nalezen en op zowel technisch als dramatisch vlak door te nemen met de scenaristen, om zo omwille van de geloofwaardigheid kleine details uit de plot te kunnen filteren. Remue noemt de wisselende afloop van de verschillende afleveringen als een positief punt, aangezien de echte Cel ook altijd rekening houdt met het doemscenario.
Het concept van Vermist werd bedacht en ontwikkeld door Bas Adriaensen en Philippe De Schepper. Samen namen zij het leeuwendeel van de scenario's op zich. Zij werden voor de uitwerking van het filmscenario bijgestaan door de ervaren Amerikaanse scenarist Matt Witten, die eerder schreef voor CSI: Miami, Law & Order en House MD. Volgens Witten is een pilot moeilijk om te schrijven, omdat niet alleen de zaak geïntroduceerd moet worden, maar ook de personages. De Amerikaan wijzigde niets aan het concept van Adriaensen en De Schepper, maar hielp hen om het tempo en de structuur doorheen het verhaal hetzelfde te houden. Volgens Witten was zijn taak vooral bepaalde elementen zo aan te passen, dat alles op de sterkst mogelijke manier zou worden verteld.
Vermist is "sterk realistisch" en is visueel geïnspireerd op Amerikaanse reeksen als 24 en de "rauw-realistische, bijna documentairefilms" als Bloody Sunday, United 93 en The Bourne Identity. Het project werd eerder voorgesteld als "de Vlaamse Lost of CSI", volgens Jan Verheyen een ongelukkige vergelijking omdat het budget – dat naar Vlaamse normen "vrij groot" is – "peanuts" is in vergelijking met een gemiddelde Amerikaanse serie; men koos daarom terecht voor verhalen die passen in eigen land. Inhoudelijk wijkt Vermist sterk af van politiereeksen als Witse of Flikken, waarin een misdaad wordt gepleegd en de politie op zoek gaat naar de dader. Dit alles in gedachten houdend, wilde VT4 de lat voor Vermist meteen erg hoog leggen. Niet alleen op het vlak van scenario en acteurs, maar ook op het vlak van de beeldkwaliteit. De volledige televisieserie werd gedraaid op pellicule, oftewel 16mm-film. Dit materiaal werd door het post-productiebedrijf Grid digitaal omgezet naar Sony HD CamSR, 35mm-film in 2.35 formaat. Door deze bewerking kunnen alle afleveringen in een bioscoopzaal vertoond worden zonder verdere aanpassingen. Bovendien wordt hiermee een hoge filmische productiewaarde gegarandeerd. Men besteedde veel aandacht aan cameravoering, locaties, decors, montage en speciale effecten. Daarnaast hebben zowel cast als crew de nodige ervaring in de Vlaamse filmscène.
Om de acteurs een beter kader te geven voor hun rol, hebben zij meegelopen met de echte Cel Vermiste Personen in Brussel. Ze waren bij enkele briefings en konden een dag meekijken met de werkzaamheden. Hierbij kregen ze ongecensureerde foto's onder ogen en hoorden zij concrete verhalen over recente verdwijningszaken. Omdat ze als acteur te bekend zijn, werden zij niet toegelaten bij een verhoor.

### Eerste berichtgeving en bioscoopexploitatie
Op 10 januari 2007 maakte de zender de namen bekend van de eerste drie acteurs die definitief gecast waren voor de serie: Koen De Bouw, Stan Van Samang en Kevin Janssens. Op dat moment was de casting voor de twee vrouwelijke hoofdrollen nog gaande. In februari van dat jaar werden Joke Devynck en Cathérine Kools officieel aan de cast toegevoegd. Op het moment dat de eerste namen voor de cast bekend werden gemaakt, moesten de gesprekken met productiebedrijf Eyeworks nog worden afgerond. Verheyen liet weten dat er lang is nagedacht over welke combinatie van acteurs het beste zou werken voor Vermist.
Het project werd gefinancierd door het Vlaams Audiovisueel Fonds. Een van de suggesties van die instantie was om voor Vermist een mogelijke bioscoopexploitatie te voorzien. Uiteindelijk werd besloten om de anderhalf uur durende pilotaflevering Evi als bioscoopfilm te vertonen. Enkele maanden voordat de film uitkwam, werd deze in een ruwe versie vertoond aan een testpubliek; zij gaven de onvoltooide versie een 8,2 op 10. De film Vermist beleefde op 31 oktober 2007 haar première en na het openingsweekend waren er al zo'n 60.000 bezoekers naar de film gaan kijken. Uiteindelijk bleef de teller steken op ruim 200.000 bezoekers. Daarmee is Vermist de vijfde film van regisseur Verheyen die de kaap van 100.000 bezoekers overschreed. Overigens is deze film pas de derde politiefilm in de Vlaamse filmgeschiedenis, na Zaman (1983) en De Zaak Alzheimer (2003). In zowel De Zaak Alzheimer als Vermist speelde Koen De Bouw de mannelijke hoofdrol.

### Opnamen
Er worden per aflevering gemiddeld negen dagen voor opnamen gereserveerd. Ter vergelijking: tegenwoordig hebben de meeste andere fictiereeksen maar zes tot acht dagen opnametijd per afleveringen. Voor Flikken had men doorgaans twaalf tot vijftien dagen beschikbaar. De film nam vierentwintig draaidagen in beslag.

## Rolverdeling per seizoen
Legenda
 = Hoofdrol
 = Bijrol
 = Geen rol
| Stan Van Samang     | Steve Van Hamel   | 10 | 10 | 10 | 10 | 10 | 10 | 10 | 10 | 10 | 10 | 10 | 10 | 70 |
| Joke Devynck        | Tine Peeters      | 10 | 10 | 10 | 10 | 10 | 10 | 10 | 10 | 6  | 6  | 1  | 1  | 57 |
| Kevin Janssens      | Nick Bulens       | 10 | 10 | 10 | 10 | 10 | 10 | 5  | 5  |    |    |    |    | 45 |
| Axel Daeseleire     | Erik Coppens      | 3  | 2  | 5  | 10 | 3  | 5  | 2  | 2  |    |    |    |    | 30 |
| Marieke Dilles      | Eva Meyer         |    |    |    |    | 7  | 7  | 9  | 9  | 10 | 10 | 2  | 2  | 28 |
| Cathérine Kools     | Milly Lacroix     | 10 | 10 | 10 |    |    |    |    |    |    |    |    |    | 20 |
| Mathijs Scheepers   | Michael Van Acker |    | 1  | 1  |    |    |    |    |    | 10 | 10 | 10 | 10 | 20 |
| Koen De Bouw        | Walter Sibelius   | 10 | 3  | 3  |    |    |    | 2  | 3  |    |    |    |    | 18 |
| Inge Paulussen      | Anouk Storme      |    |    |    |    |    |    |    |    | 2  | 2  | 10 | 10 | 14 |
| Line Pillet         | Noor Somers       |    |    |    |    |    |    |    |    |    |    | 2  | 8  | 10 |
| Marianne Devriese   | Jolien Geeraerts  |    | 5  | 5  | 4  |    |    |    |    |    |    |    |    | 9  |
| Sven De Ridder      | Karel Dooms       | 1  | 4  | 4  | 3  |    |    |    |    |    |    |    |    | 8  |
| Tom Van Bauwel      | Danny Bourlon     | 2  | 1  | 1  |    | 3  | 3  |    |    |    |    | 2  | 2  | 8  |
| Charlotte Timmers   | Lena Sibelius     | 4  | 1  | 1  |    |    |    |    |    |    |    |    |    | 5  |
| Veerle van Overloop | Sofie Strijbos    |    |    |    | 6  |    |    |    |    |    |    |    |    | 6  |
| Jan Hammenecker     | Jan Degraeve      |    |    |    |    |    |    | 1  | 1  | 4  | 4  |    |    | 5  |

Verdwenen personages:
- Tine Peters: ontslag genomen na haar ontvoering in seizoen 6 (seizoen 1-6,7) seizoen 7 eenmalige terugkeer in flashbacks van een oude zaak.
- Nick Bulens: ontslag genomen na de zaak-Liesbeth vertrokken met zijn motor naar Frankrijk (seizoen 1-5).
- Erik Coppens: overplaatsing gevraagd na de zaak-Hanne na enkele  afleveringen uit beeld verdwenen later aan de slag gegaan als hoofd van de sectie undercover (seizoen 1-2-5) hoofdrol (seizoen 2-3-4).
- Eva Meyer: neergeschoten en gestorven tijdens achtervolging (seizoen 4-7).
- Milly Lacroix: vertrokken naar haar vriend in Amerika (seizoen 1-2).
- Walter Sibelius: vertrokken na de dood van zijn dochter, daarna weggegaan na vijf afleveringen (seizoen 1-2, 5).
- Jolien Geeraerts: uit beeld verdwenen na beëindigen relatie met Steve (seizoen 2-3).
- Karel Dooms: eind seizoen 3 doodgeschoten door onderzoeksrechter Conninckx (seizoen 1-3).
- Danny Bourlon: verdwenen uit beeld na de dood van zijn dochter Eva (seizoen 1-2, 4, 7).
- Lena Sibelius: na haar ontvoering gestorven (seizoen 1-2).
- Sofie Strijpbos: uit beeld verdwenen na het beëindigen van de sessies met Nick (seizoen 3).
- Jan Degraeve: neergestoken door Tine nadat hij haar ontvoerd had seizoen (seizoen 5-6).

## De Cel Vermiste Personen

### Situering

#### Universum
In de laatste afleveringen van Flikken werd subtiel verwezen naar Vermist, doordat de naam Walter Sibelius genoemd werd. Een teken dat Vermist en Flikken zich afspelen in hetzelfde universum. Dit in tegenstelling tot Aspe, die in dezelfde aflevering van Flikken benoemd werd als televisieserie. Via Flikken is Vermist ook gekoppeld aan Heterdaad, Urbain, F.C. De Kampioenen en Flikken Maastricht, door cross-overs van en naar Flikken. Deze banden zijn redelijk eenzijdig omdat vanuit Vermist vooralsnog nooit de koppeling is gemaakt naar Flikken of een van de andere genoemde series.

#### Werkomgeving van de Cel
Het kantoor van de Cel Vermiste Personen uit de serie is gevestigd in de ondergrondse parkeergarage van de voormalige gebouwen van de Waalse commerciële zender RTL-TVi in Sint-Lambrechts-Woluwe. Het kantoor is in de serie gevestigd in Brussel en in deze stad spelen de meeste verhaallijnen zich dan ook af. Desondanks werden veel buitenscènes niet in Brussel opgenomen, maar doorheen heel Vlaanderen. Zo zijn er voor de film onder meer scènes gedraaid in een villawijk in Schilde, de Antwerpse Scheldekaaien, het Eilandje en de discotheek Carré in Willebroek. Opnamen voor de serie hebben al plaatsgevonden in onder meer Brussel, Antwerpen, Gent en Oostende.

### Vergelijking met de realiteit
In werkelijkheid heeft de Cel meer een ondersteunende en expertise functie ten opzichte van andere politiediensten. Voor de serie werd de Cel echter omgevormd tot een eerstelijnsdienst die tevens de verhoren en het politieonderzoek naar de verdwijning voor zijn rekening neemt; dit omwille van het dramatische effect. Volgens Alain Remue ziet de Cel in de serie er een stuk moderner uit dan in het echte leven het geval is. Bovendien kleden de inspecteurs in de serie zich doorgaans ook chiquer in vergelijking met de echte Cel.
Een aflevering begint doorgaans met de situatie vlak voor de verdwijning plaatsvindt. Vervolgens wordt de Cel Vermiste Personen op pad gestuurd en zij verzamelen de eerste informatie over de verdwenen persoon. Om de zaak op te lossen, doen zij onder meer buurtonderzoek en ondervraging van getuigen en verdachten. In de verhalen komen de privélevens van de leden van de Cel nauwelijks aan bod, in ieder geval niet prominent. In het eerste seizoen kregen vooral Joke Devynck en Koen De Bouw de kans hun personage ook op privévlak meer diepte te geven. In het tweede seizoen volgden ook de personages van Kevin Janssens en Stan Van Samang. In het derde seizoen werden de personages van Axel Daeseleire (medio), Stan Van Samang (begin) en Joke Devynck (einde) uitgediept. In het vierde seizoen stonden Axel Daeseleire (begin) en Marieke Dilles centraal.

### Vermiste personen
Elke aflevering draait om de onrustwekkende verdwijning van – doorgaans – één persoon. Betreffende de opsporing van deze persoon heeft elke aflevering een afgeronde verhaallijn. Verhaallijnen met betrekking tot bijvoorbeeld het privéleven van de inspecteurs en onderzoeken van het Comité P lopen wel door gedurende enkele afleveringen.

## Eerste seizoen

### Van film naar serie
Verheyen liet weten dat het moeilijkste deel van Vermist pas zou komen na de film. In de reeks moest immers rekening gehouden worden met de personages die hij gezet heeft in de film. Hij is betrokken geweest bij de keuze van de andere regisseurs, die naar zijn mening met veel meer factoren rekening moeten houden. Ter voorbereiding zijn ze bij elkaar gaan zitten om een duidelijke lijn uit te stippelen voor het gehele project. Bovendien hadden enkele regisseurs al met elkaar samengewerkt. Naast Verheyen werd de serie geregisseerd door Christophe Van Rompaey, Joel Vanhoebrouck en Jakob Verbruggen. Andere sleutelfiguren waren DOP Frank van den Eeden en artdirector Kurt Loyens. Verder kon men voor Vermist, naast de hoofdcast, rekenen op een indrukwekkend lijstje gastacteurs, waaronder Filip Peeters, Axel Daeseleire, Els Dottermans en Tom Van Bauwel. Daarnaast stond de productie ook open voor nieuw talent.

### Opnamen
Bij het bekendmaken van de eerste namen voor de cast lieten de producenten weten de opnamen nog in 2007 te willen starten. Uiteindelijk liepen de opnamen voor de eerste aflevering annex bioscoopfilm van 16 april tot 30 mei, met in totaal vierentwintig draaidagen.
Na afloop van de opnamen werd de film gemonteerd en voorzien van speciale effecten. De opnamen voor de overige negen afleveringen liepen van 1 juni tot eind oktober 2007. Opvallend: de dag nadat het lichaam van Annick Van Uytsel uit het Albertkanaal was gehaald, moest de ploeg van Vermist draaien bij de Mechelse vaart om een auto uit het water te halen. Stan Van Samang, die bij deze scènes het water in moest, beschreef dit als werkelijkheid en fictie die ineens dicht bij elkaar komen. Enkele maanden later vonden er opnamen plaats omtrent het terugvinden van de fiets van een vermist meisje; diezelfde week werd de fiets van Van Uytsel teruggevonden.
Voor het eerste seizoen werd er onder meer gefilmd in Hotel Metropole in Brussel en een middelbare school in Laken. Ook werd er gefilmd in Schilde.

### Transmissie en kijkcijfers
Oorspronkelijk werd gedacht dat de serie in 2008 op antenne zou kunnen. Het was de bedoeling dat de serie in de winter van 2007 al exclusief te bekijken zou zijn op de betaalzender Prime, maar dit werd verschoven naar 3 maart 2008. Omdat ook VT4 optimaal wilde profiteren van het succes van Vermist, werd besloten de transmissie van de reeks te verschuiven van het najaar naar het voorjaar van
2008. Uiteindelijk werd de eerste aflevering op 25 maart om 21:30u uitgezonden op VT4. De zender besloot om tijdens en na elke aflevering van Vermist een opsporingsbericht uit te zenden.
Nadat de eerste aflevering was uitgezonden kreeg VT4 veel klachten van kijkers. Wegens het ontbreken van ondertiteling via Teletekst werd het doven en slechthorenden erg moeilijk gemaakt de aflevering te bekijken. Om aan deze vraag te voldoen besloot de zender de overige afleveringen via Teletekst van ondertiteling te voorzien. Op deze manier wilde de zender Vermist ook toegankelijk maken voor doven en slechthorenden. Eerder voorzag de zender al films, buitenlandse televisieseries en Vlaamse reality-programma's van ondertiteling, maar nu zal dat ook gelden voor Vlaamse fictieprojecten.
Volgens critici was Vermist kwalitatief heel goed, maar gezien de kijkcijfers werd het niet echt succesvol. De serie moest opboksen tegen Mijn Restaurant, dat bij de start van Vermist al enkele weken liep en reeds een trouw publiek had opgebouwd. Het gemiddelde kijkcijfer lag op 321.000, met een piek van 483.368 en een dieptepunt van slechts 250.000 kijkers. In deze cijfers worden de kijkers die de serie opnemen en later terugkijken, niet meegenomen. Het is onbekend of het nieuwe systeem dat het Centrum voor Informatie over de Media sinds 1 januari 2010 hanteert – en waar kijkers die het later in de week bekijken alsnog worden meegerekend – een groot verschil zou maken met het vorige systeem.

## Tweede seizoen

### Beweging in cast en crew
Al voor het eerste seizoen op antenne gegaan was, werd besloten om een tweede seizoen te maken; oorspronkelijk was het de bedoeling dat er maar één seizoen van Vermist zou worden gemaakt. Nu was besloten dat er ook een tweede seizoen zou volgen, moest hoofdrolspeler Koen De Bouw afhaken, omdat hij zich enkel kon vrij maken voor één seizoen. Met het vertrek van Koen De Bouw – die Vermist verruilde voor enkele theaterstukken, de film Loft van Erik Van Looy en de serie Los Zand – kwam er een plaats vrij in het team. Deze werd opgevuld door Axel Daeseleire; in het eerste seizoen was hij al drie afleveringen te zien geweest als Eric Coppens en kreeg nu voor het tweede seizoen een groter aandeel toebedeeld. De Bouw zou enkel in de eerste afleveringen van het tweede seizoen een hoofdrol vertolken, om in de derde aflevering zijn afscheid als hoofd van de Cel aan te kondigen. Later blijkt dat Eric Coppens zijn opvolger wordt.
De scenaristen Bas Adriaensen en Philippe De Schepper kregen voor het tweede seizoen versterking van onder meer Nico Moolenaar, Piet Matthys en Pieter De Graeve. Die laatste schreef eerder voor Witse en Aspe.

### Opnamen
Tussen mei en november 2008 vonden de opnamen voor het tweede seizoen plaats. Er werden in december van dat jaar werden echter nog opnamen gedaan tijdens een van de concerten van Clouseau in het Sportpaleis in Antwerpen. Jan Verheyen zei erg dankbaar te zijn met Koen en Kris Wauters te hebben mogen samenwerken. Ook werd er gefilmd in Brussel (stad), Schilde, Lokeren en Lier (België). 

### Transmissie en kijkcijfers
In eerste instantie werd bericht dat het tweede seizoen van Vermist mogelijk zou worden uitgezonden vanaf september 2009. Omdat Prime de initiële uitzendrechten had, werd dit echter verschoven naar 2010. Voorafgaand aan de afleveringen van het tweede seizoen werd het eerste seizoen herhaald. De eerste aflevering van het nieuwe seizoen werd uitgezonden op 22 maart 2010 en draaide om de verdwijning van Lena, de dochter van Walter Sibelius. Deze aflevering trok 370.330 kijkers. Een stijgende lijn werd ingezet met de volgende aflevering, die 467.237 kijkers boeide. De kijkcijfers van de rest van het seizoen zaten steeds rond de 400.000 kijkers, met een gemiddelde rond de 450.000 kijkers.

## Derde seizoen

### Wel of geen nieuw seizoen?
Bij de productie van het tweede seizoen werd duidelijk dat er waarschijnlijk geen derde seizoen van Vermist zou gaan komen. Hoofdrolspeler in deze beslissing is het kostenplaatje, door de zender tevens vergeleken met "een veel te grote auto voor de garage". Volgens Stan Van Samang had de zender gehoopt op "gigantische kijkcijfers", maar bleef het succes uit; Van Samang benadrukt dat het ondanks dat een goede serie is en het wellicht een betere toekomst had gehad op een zender als één.
Echter, door het grote succes van het tweede seizoen – met gemiddeld 450.000 kijkers per aflevering – werd niet langer uitgesloten dat er een vervolg komt. Voorafgaand aan de seizoensfinale van het tweede seizoen werd definitief bevestigd dat er een derde seizoen zou worden geproduceerd. Volgens een woordvoerder van de zender "is VT4 klaar voor een derde seizoen" en waren de "de budgettaire en productionele besprekingen" op dat moment al volop aan de gang. Op 19 juli 2010 werd bekendgemaakt dat VT4 nog zeker twee seizoenen van elk tien afleveringen zal maken. Volgens netmanager Kristine Willems is een dergelijke lange termijnkeuze "niet zo eenvoudig in het huidige televisielandschap", maar wil de zender hiermee laten zien dat het gelooft zijn eigen toekomst.

### Cast en crew
Op het moment dat een derde en vierde seizoen werden bevestigd in de media, werd er reeds gewerkt aan de scenario's; deze zijn net als in de voorgaande twee seizoenen van de hand van Philippe De Schepper, Bas Adriaensen en Pieter De Graeve. Jan Verheyen heeft aangegeven opnieuw enkele afleveringen te zullen regisseren; de regietaken worden verdeeld tussen Verheyen en Joël Vanhoebrouck. Verder is het streven zo veel mogelijk te werken met dezelfde ploeg als in de eerste twee seizoenen, maar er zal ook plaats zijn voor nieuw talent. Wel vervangt Stijn Van Der Veeken in zowel het derde als vierde seizoen Philippe Ravoet en Jan Goossenals als editor.
Op 20 juli 2010 werd gemeld dat de vijf hoofdacteurs – Axel Daeseleire, Joke Devynck, Kevin Janssens, Cathérine Kools en Stan Van Samang – aan de serie verbonden zouden blijven; het is onduidelijk of dit bericht zowel het derde als vierde seizoen zou gelden. Bovendien werd bij de start van de opnamen gemeld dat Cathérine Kools geen vervolg meer zou geven aan haar rol in Vermist; de rest van de cast bleef ongewijzigd. Volgens de scenarioschrijvers zou het personage van Kools niet meer in het verhaal passen; dat de reeks goedkoper zou worden om te produceren door de hoofdcast af te slanken van vijf naar vier personages, zou volgens VT4 geen factor geweest zijn in deze beslissing.
Verder worden "tal van mooie namen" beloofd voor gastrollen; zo herneemt Sven De Ridder in een dubbelaflevering zijn rol als pedofiel Karel Dooms. Dit is wel de laatste verschijning van Dooms. Op het einde van aflevering Sabine sterft het personage. Verder maken ook Marleen Merckx, Stany Crets, Mark Tijsmans, Geert Hunaerts, Gilda De Bal, Daan Hugaert, Joy Anna Thielemans, Maxime De Winne, Geert Van Rampelberg, Gene Bervoets, Luk Wyns, Louis Talpe, Rik Willems, Marc Van Eeghem, Inge Paulussen, Nico Sturm, Ben Van Ostade, Ianka Fleerackers, Jakob Beks, Jeroen Perceval, Lotte Heijtenis en Moora Vander Veken hun opwachting in het derde seizoen van Vermist.

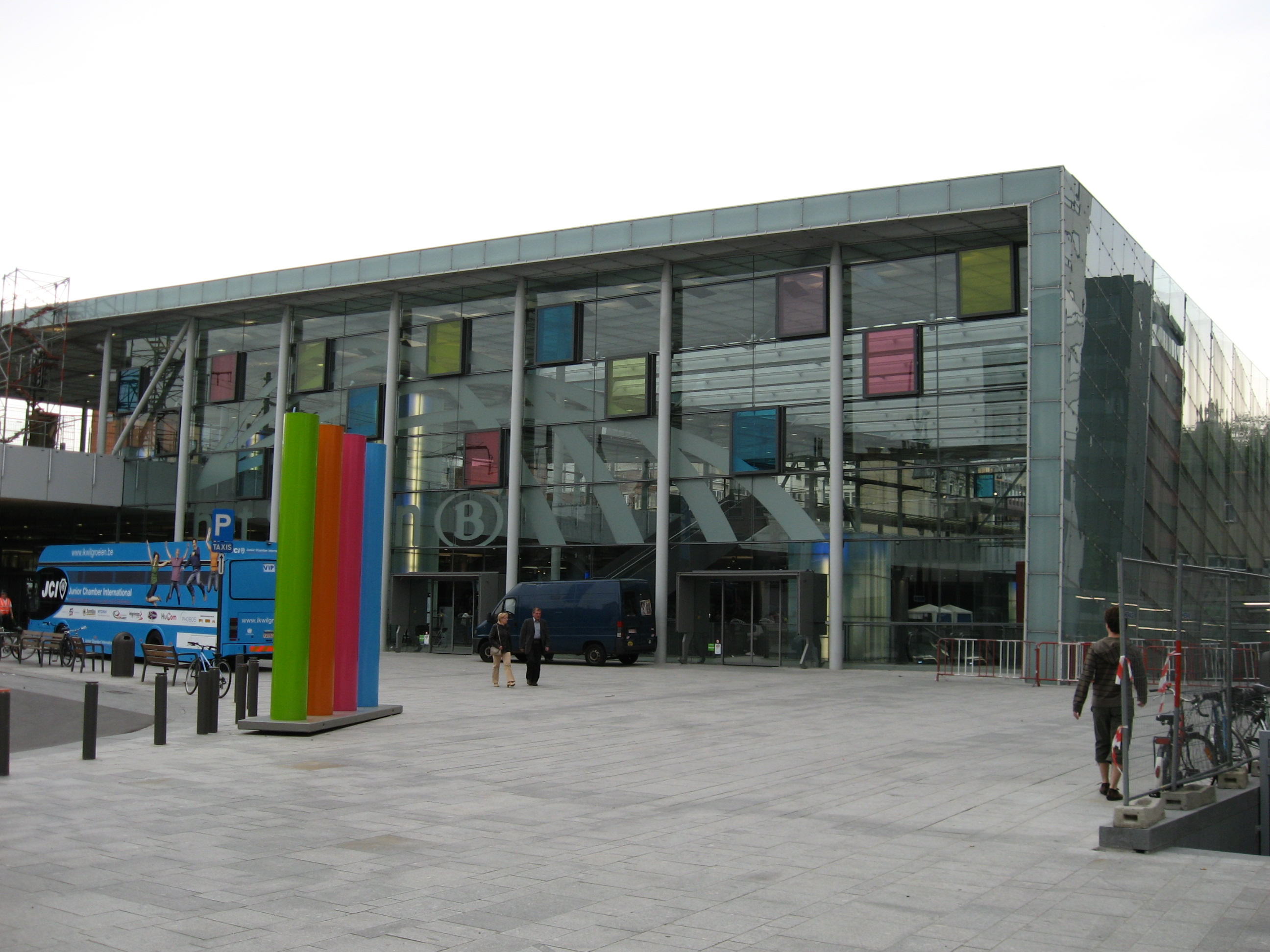
De ingang van station Antwerpen-Centraal aan de Kievitstraat.

### Opnamen
De opnamen voor het derde seizoen zouden naar verwachting starten in maart of april 2011, maar werden verschoven naar mei. Op 22 april werd op een Facebook-pagina over Vermist bekendgemaakt dat de voorbereidingen reeds aan de gang waren. Op 3 mei 2011 zijn de opnamen voor het derde seizoen gestart en deze zullen doorgaan tot en met 14 oktober 2011; er werd reeds gefilmd in de Ardennen, in Antwerpen – onder andere Borgerhout, Schoten en de stad Antwerpen zelf (waaronder het station Antwerpen-Centraal) – en in het Brussels Hoofdstedelijk Gewest – waaronder in Ganshoren. In juli werden er opnamen gedraaid op het strand en de dijk van Oostende. Eind augustus werd er een week gedraaid in Tielrode in Temse. Begin oktober werd gedraaid op de Superprestige in Ruddervoorde.

### Transmissie en kijkcijfers
De uitzendingen starten vanaf 3 november 2011. Het nieuwe seizoen wordt vanaf 1 september voorafgegaan door wekelijkse herhalingen van afleveringen uit voorgaande seizoenen, te beginnen met aflevering 9 en 10 van seizoen 1, gevolgd door het volledige tweede seizoen. Er werden in eerste instantie twee afleveringen per keer herhaald, later is dit gereduceerd naar een aflevering per keer, aflevering 9 en 10 van seizoen 2 worden samen uitgezonden.
De eerste aflevering Bart start slechts matig op VT4. Deze haalde 277.992 kijkers. De tweede aflevering Amber deed dan wel een stuk beter met 362.066 kijkcijfers en de derde aflevering zorgde weer voor een stijgende lijn met een gemiddelde van 442.000 kijkers. De rest van afleveringen bleef in dezelfde lijn. Opmerkelijk is dat de heruitzendingen van Vermist 3 in het najaar van 2013 op VIER dezelfde tot hogere kijkcijfers halen dan de huidige uitzending.

## Vierde seizoen

### Cast en crew
In het vierde seizoen wordt opnieuw gewerkt met het vaste team. Joël Vanhoebrouck en Jan Verheyen nemen de regie weer voor hun rekening. Daarnaast zal ook nieuwkomer Cecilia Verheyden een aantal afleveringen regisseren. Bas Adriaensen, Pieter De Graeve, Nico Moolenaar, Piet Matthys en Philippe De Schepper schreven opnieuw het scenario.
Op 22 maart werd bekendgemaakt dat Marieke Dilles haar opwachtig maakt in dit seizoen als hoofdpersonage. Ze speelt er inspecteur Eva Meyer.
Verder spelen Lotte Heijtenis, Michel Van Dousselaere, Tom Van Bauwel, Tania Kloek, Zohra, Mathias Sercu, Iwein Segers, Bieke Ilegems, Dieter Troubleyn, Guga Baúl, Peter Bulckaen, Lien Van de Kelder, Tom Van Landuyt, Stefaan Degand, Gilles De Schryver, Ludo Hellinx, Dirk Tuypens en Ella Leyers opmerkelijke gastrollen.
Op 19 augustus 2012 werd bekendgemaakt door Jan Verheyen in De Zondag dat Axel Daeseleire na enkele afleveringen uit de reeks verdwijnt. Intussen werd duidelijk dat Daeseleire ook daaropvolgende afleveringen nog beperkt opduikt.

### Opnamen
De opnamen van het vierde seizoen lopen van 1 maart 2012 en tot 22 augustus 2012.
Begin maart zijn de opnamen gestart in Antwerpen en het ziekenhuis AZ Monica. Op 12 maart werd er gefilmd op het Gouden Kruispunt te Sint-Joris-Winge. Op 14 maart waren er opnamen aan het oude justitiegebouw in Antwerpen. Eind maart werd er in Kapellen gefilmd. Begin april werd in Kontich en Mechelen gefilmd, in mei vonden er opnamen in Kontich en Wilrijk plaats en in juni werd er gefilmd in Mortsel, Schoten en Gent. In juli werd er gefilmd in Gent, Edegem en Merchtem. In augustus werd er in Bonheiden en Niel gedraaid. In Niel werden er 20, 21 en 22 augustus gevechtsscènes gedraaid rond een voetbalwedstrijd.

### Transmissie en kijkcijfers
De uitzendingen van het vierde seizoen starten volgens Verheyen zeker nog in het najaar van 2012. Volgens het persbericht is ook het voorjaar of najaar van 2013 een mogelijkheid. Op 14 juni 2012 werd bekend dat het vierde seizoen nog in de week van 17 september 2012 van start gaat op de nieuwe zender VIER. Welke dag is nog onbekend. Daar wordt Vermist een van speerpunten. In juli 2012 kwam er een allereerste voorfilmpje online over het vierde seizoen. Op 3 september 2012 werd bekendgemaakt dat het vierde seizoen start op 19 september 2012.
De eerste aflevering zal handelen over de verdwijning van Hanne Peeters, de zus van Tine Peeters; die op het einde van het derde seizoen verdween. Na een dramatische gebeurtenis kan Erik niet meer samenwerken met Tine en verlaat hij het team.
Op 10 september 2012 is er een voorvertoning van de eerste twee afleveringen op het filmfestival van Oostende.
Vermist werd vanaf aflevering 1 zeer goed bekeken. Aflevering 3 en 4 kwamen zelfs in de Kijkcijfer top 10 terecht. Gemiddeld trok de reeks tussen 400.000 en 500.000 kijkers, met soms pieken tot 600.000 kijkers.

## Vijfde seizoen

### Voorbereiding
In juni 2012 werd bekendgemaakt dat Vermist een van de speerpunten voor het nieuwe VIER wordt. Er werd er direct duidelijk gemaakt dat er al plannen waren voor een vijfde seizoen van Vermist. Intussen is duidelijk dat Eyeworks opnieuw voor de productie zorgt.
Op 20 november 2012 werd door Liesbet Vrieleman, programmadirecteur van SBS Belgium bevestigd dat er een vijfde seizoen komt, door het grote succes van het vierde seizoen.

### De opnamen
De opnamen starten op 6 mei 2013 en lopen tot 25 oktober 2013. In mei worden opnamen gemaakt rond Antwerpen, in Schilde en Londerzeel. In juni en juli werden opnames op Linkeroever ingeblikt. In augustus vonden er opnames in Antwerpen plaats. In augustus en september 2013 vonden er opnames in Sint-Gillis-Waas plaats. Er werd gefilmd in de Nieuwstraat. Half oktober werden opnames in het centrum van Beveren en in Ranst ingeblikt. Verder werden er ook opnames gemaakt in de Opera in Antwerpen.

### Transmissie en kijkcijfers
De uitzending zou nog starten in het najaar van 2013. Het nieuwe seizoen wordt voorafgegaan door uitzendingen van seizoen 3 en 4. De eerste twee afleveringen Femke en Bernard werden in avant-première getoond op het filmfestival van Oostende. Daar werd verteld dat het vijfde seizoen vanaf 30 oktober 2013 wordt uitgezonden. Later bleek dat de uitzending uitgesteld zijn naar 29 januari 2014.
De eerste en de tweede afleveringen haalde ongeveer 380.000 live kijkers dat vrij goed is met de concurrentie van Tegen de Sterren op en  Volt meegerekend. De eerste aflevering haalde met uitgesteld kijken (Live +6) 492.402 kijkers.

### Cast en crew
Naast huidige regisseurs Jan Verheyen en Cecilia Verheyden zullen ook nieuwkomers Kaat Beels en Kobe Van Steenberghe instaan voor de regie van enkele afleveringen.
Op 20 januari 2013 werd bekendgemaakt dat voormalig hoofdrolspeler Koen De Bouw halverwege het seizoen zou terugkeren als Walter Sibilius. De Bouw moest indertijd afhaken wegens professionele bezigheden als Los Zand en Loft. Volgens De Bouw blijft Vermist een ijzersterke serie en is hij bijzonder blij dat hij nu opnieuw mag meespelen. In oktober meldde De Bouw in De Zondag dat deze terugkomst maar van voorlopige duur is. Na enkele afleveringen verdwijnt hij alweer van het scherm.
Inmiddels werd duidelijk dat ook Marieke Dilles, Joke Devynck, Kevin Janssens en Stan Van Samang zullen terugkeren in het vijfde seizoen. Ook Axel Daeseleire zal terugkeren als Eric Coppens in een gastpersonage.
In september 2013 werd bevestigd door Gazet van Antwerpen  dat Kevin Janssens halverwege het seizoen uit de reeks verdwijnt. Janssens zou moeten afhaken wegens theaterverplichtingen en zou het volgens de acteur tijd zijn voor iets nieuws.
Bas Adriaensen, Philippe De Schepper, Nico Moolenaar en Piet Matthys keren terug voor het script. Ook Michel Sabbe, Dirk Nielandt, Koen Sonck, Bart Uytdenhouwen en Kobe Van Steenberghe werkten mee aan de scenario's. In de afleveringen worden gastrollen gespeeld door Charlotte Vandermeersch, Stefan Perceval, Tine Embrechts, Robbie Cleiren, Tiny Bertels, Johan Heldenbergh, Arnold Willems, Peter Thyssen, ...

## Zesde seizoen

### Voorbereiding
Door de selectie voor het tv-festival van Monte Carlo, werd in juli 2014 werd de komst van een zesde seizoen bevestigd. Jan Verheyen, Cecilia Verheyden en Kobe Van Steenberghe staan in voor de regie. Nog voor de start van de opnames werd door regisseur Jan Verheyen aangekondigd dat Koen De Bouw niet meer zou terugkeren en dat er een nieuwe hoofdrolspeler in de plaats zou komen.

### De opnamen
De opnames zijn begin april 2014 gestart en liepen tot begin oktober 2014. De opnames gingen hoofdzakelijk door in Antwerpen, maar er werd ook gefilmd in het kasteel Cortewalle en het rijksarchief van Beveren. Daarnaast vonden er ook opnames plaats in Jan Breydelstadion in Brugge.

### Cast en crew
Bij de start van de opnames raakte bekend dat Mathijs Scheepers de hoofdrol zou gaan vervullen die Koen De Bouw moet vervangen, alsook dat Joke Devynck halverwege het seizoen op eigen vraag uit de reeks zou verdwijnen. In oktober 2014 werd onthuld dat Inge Paulussen zal instaan voor de opvolging van Devynck. Daarnaast zijn er gastrollen gespeeld door Carry Goossens, Ella-June Henrard, Mathias Sercu, Wine Dierickx, ... Opmerkelijk is dat ook Wesley Sonck een gastrol zal vertolken in de laatste aflevering. Daarnaast keert ook Guy Van Sande terug, die reeds in het vijfde seizoen een gastrol vertolkte.
Het script werd opnieuw geschreven door Bart Uytdenhouwen, Piet Matthys, Nico Moolenaar en Bas Adriaensen. Daarnaast schreven Bert Potvliege en Jan Verheyen mee aan het script.

### Transmissie en kijkcijfers
De reeks werd vanaf donderdag 5 februari 2015 uitgezonden op VIER. De eerste aflevering Lukas haalde 349.029 kijkers.

## Zevende seizoen

### Voorbereiding
In januari 2015 maakte Jan Verheyen bekend dat de schrijfsessies voor het zevende seizoen bezig waren. Daarnaast gaf Stan Van Samang in december al weg dat er een zevende seizoen onderweg was. Het zevende seizoen is het laatste seizoen van de reeks.

### Opnames
De opnames starten op 9 april 2015 en eindigden op 29 september 2015. Marieke Dilles zal in de loop van het seizoen plaatsmaken voor actrice Line Pillet. Jan Verheyen regisseert geen afleveringen meer in het zevende seizoen, Hans Herbots neemt over als regisseur. Daarnaast regisseren ook Wouter Bouvijn, Mathieu Mortelmans en Cecilia Verheyden.

### Transmissie
De uitzending start vanaf donderdag 4 februari 2016 om 21u15.
Verschillende afleveringen dit seizoen zijn gebaseerd op afleveringen van de Amerikaanse serie Without a Trace:
- De tweede aflevering van dit seizoen was een bijna exacte kopie van aflevering 18 uit het tweede seizoen.
- De vierde aflevering was dan een kopie van aflevering 4 uit het vierde seizoen.
- De vijfde aflevering is gebaseerd op aflevering 21 van het derde seizoen.
- De zesde aflevering is gebaseerd op aflevering 8 van het vierde seizoen.
- De zevende aflevering is dan weer een vrijwel identieke kopie van aflevering 15 van het derde seizoen.
- De achtste aflevering is gebaseerd op aflevering 2 van het zesde seizoen.
- De negende aflevering is gebaseerd op aflevering 4 van het tweede seizoen.
- Aflevering tien, de laatste dus, is gebaseerd op seizoen 3, aflevering 3.

## Erkenning en nalatenschap

### Ontvangst
De film werd sinds 31 oktober 2007 in de Vlaamse en Brusselse bioscoopzalen vertoond op in totaal 36 kopieën. In het openingsweekend had Vermist ruim 60.000 bezoekers, meteen het beste openingsweekend voor een Vlaamse film in de laatste tien jaar, waarmee het op de eerste positie van bestbezochte films van dat moment stond. Bovendien is het de vijfde film van Verheyen op rij die de kaap van 100.000 bezoekers overschreed. Vier weken na de première stond de teller reeds op 151.578 bezoekers. Uiteindelijk lokte de film ruim 210.000 bezoekers. Regisseur Jan Verheyen liet weten dat goede kritieken leuk zijn, maar verkoopcijfers en bezoekersaantallen meer tastbare maatstaven zijn voor de waardering van het publiek. Er zijn tevens ruim 75.000 dvd-boxen verkocht. Hoofd van de Cel, Alain Remue, geeft met enige regelmaat een lezing die een kijkje geeft achter de schermen van de echte cel. Daarnaast werden hij en zijn team een week gevolgd door Telefacts Crime tijdens een onderzoek. Opmerkelijk: deze aflevering werd uitgezonden door VTM, een dag na de eerste aflevering van Vermist op VT4.
Vermist kreeg voornamelijk matig positieve kritieken. Weekblad Humo noemde het "een behoorlijk spannende, sfeervolle en verrassend zakelijke politiefilm die zeker de vergelijking met de doorsnee 'CSI'-aflevering kan doorstaan", maar de recensenten konden zich "op geen enkel moment van de indruk ontdoen naar een afgietsel te kijken" waarbij 24, Without a Trace en The Bourne Identity genoemd worden. Filmfreak.be bekritiseert het realiteitsgehalte van de film maar merkt wel op dat Vermist "natuurlijk alle elementen heeft om er een geslaagde politiefilm van te maken". Online filmmagazine K.U.T. Site noemt de "vlotte en dynamische" film een "geslaagde appetizer" voor de serie, maar vindt het geen volwaardige bioscoopfilm vanwege de dunne verhaallijn en te weinig uitgediepte personages. In de serie werden de personages meer uitgediept. Voor de recensent van de Vlaamse website DVDInfo sloeg dit echter weer door naar de negatieve kant, doordat de focus zich verlegde van de zaak naar het team en hun persoonlijke problemen; iets wat betiteld wordt als versoaping. Op online magazine Cinevision.be erkennen ze de problemen van de serie. Ondanks een beter tweede seizoen "moet je er de ongeloofwaardige scenario’s en voorspelbare privéproblemen van de karakters wel weer bijnemen".
Ondanks de lauwe kritieken ontving Vermist in 2008 de Prijs van de Radio- en Televisiekritiek in de categorie Beste Fictieprogramma. De serie versloeg de drie andere genomineerden, Katarakt, Sara en Flikken. Een andere blijk van waardering van de professionals in de televisie- en filmwereld betreft de subtiele verwijzing in Flikken. Door naar series als Vermist en Aspe te verwijzen, wilden de producenten van Flikken het symbolische stokje doorgeven aan andere succesvolle en – in het geval van Vermist – veelbelovende politieseries.

### Internationale interesse
Vanuit Frankrijk werd er door verschillende partijen interesse getoond: zowel Canal+, TF1, France 2 en M6 waren in de running om de rechten te bemachtigen. Op 28 mei 2008 werd bekend dat de commerciële zender M6 zowel het eerste als tweede seizoen van Vermist had aangekocht. Hiermee hadden zowel VT4 als producent Eyeworks een primeur te pakken: Vermist werd namelijk de eerste Vlaamse politieserie die in Frankrijk is uitgezonden. M6 heeft de serie als Urgence Disparitions in een nagesynchroniseerde versie uitgezonden.
Vermist werd begin 2010 door de Duitse betaalzender NBC aangekocht. Verder was de serie reeds verkocht aan de Tsjechische zender TV Barrandov en hebben zenders uit onder meerZwitserland, Wallonië en Canada interesse getoond. Ook in Rusland, Libanon en Saoedi-Arabië wordt de serie uitgezonden. Momenteel wordt de Latijns-Amerikaanse markt verkend. In totaal zal Vermist te zien zijn in ruim veertig landen wereldwijd. VT4 liet weten blij te zijn dat de hoge eisen die voor de Vlaamse politiefictie worden gehanteerd ook internationaal erkend worden. Vermist is samen met Matroesjka's de best verkochte Vlaamse serie aan het buitenland. De rechten voor Vermist zijn wereldwijd beschikbaar als ready made of remake.
In augustus 2008 werd bekendgemaakt dat twee door Verheyen geregisseerde films – Vermist en Los – werden geselecteerd voor het World Film Festival van Montreal. Hiermee beleefde Vermist zijn internationale première. Het is onbekend of hierdoor meer buitenlandse zenders interesse hebben getoond in de serie.
In 2011 en 2012 werd duidelijk dat reeks verschillende nominaties in wacht had gesleept op het tv-festival van Monte Carlo. In 2011 werden er geen prijzen gewonnen, ook in 2012 viel Vermist niet in de prijzen. In 2013 werd Vermist opnieuw genomineerd voor het tv-festival van Monte Carlo in de categorieën Beste Internationale Drama en Beste Europese Drama.
Anno 2012 is de reeks in 92 verschillende landen te zien, soms ondertiteld, soms gedubd in de officiële landstaal. Op 13 juni werd bekend dat RTL 8 in Nederland de reeks ook heeft aangekocht. Het eerste seizoen werd vanaf 26 augustus 2012 uitgezonden, het tweede seizoen vanaf 28 oktober 2012.

### Nalatenschap
In vergelijking met succesvolle series als Flikken, Aspe, Zone Stad en vele anderen, die allen de lokale politie belichtten, was Vermist uniek in zijn concept. Sinds Heterdaad de eerste serie die zich richt op de federale politie, al speelde Heterdaad zich enkele jaren vóór de politiehervorming af; destijds was er nog geen sprake van lokale en federale politie, maar de BOB werd gedurende de hervorming wel opgenomen in de federale structuur.
Voor de Cel Vermiste Personen betekende de film en serie Vermist erkenning voor hun werkzaamheden. Doorheen de jaren heeft de Cel vooral aandacht gekregen via de media – denk maar aan het verdwijnen van kinderen door de zaak-Dutroux dat lang in de belangstelling heeft gestaan – waardoor er meer middelen zijn vrijgemaakt voor de dienst. Daarnaast is de Cel zich er ten volle van bewust geweest welke invloed een serie als Vermist kan hebben, waarbij gedacht kan worden aan series als Windkracht 10 en Flikken en de invloed die deze fictieprojecten gehad hebben op respectievelijk het leger en de (Gentse) lokale politie. Daarom verlenen dergelijke diensten meestal graag hun medewerking aan een fictieproject om hun dienst onder de aandacht te brengen. Zo ook de Cel Vermiste Personen. Vermist is de eerste fictieserie die inzicht geeft in de werkzaamheden van de Cel, zelfs al zijn deze voor de serie enigszins uitgebreider dan in realiteit.

### Nominaties en prijzen
| Jaar | Prijs                                                    | Categorie                                                                  | Resultaat   | Bron          |
| ---- | -------------------------------------------------------- | -------------------------------------------------------------------------- | ----------- | ------------- |
| 2008 | Prijs van de Radio- en Televisiekritiek                  | Beste Fictieprogramma                                                      | Gewonnen    | [ 82 ]        |
| 2009 | Vlaamse Televisie Sterren 2008                           | Beste Acteur, Koen De Bouw                                                 | Genomineerd | [ 94 ]        |
| 2011 | Vlaamse Televisie Sterren 2010                           | Beste Drama                                                                | Genomineerd | [ 95 ]        |
| 2011 | Festival de télévision de Monte-Carlo                    | Outstanding International Producer – Drama TV Series, Philippe De Schepper | Genomineerd | [ 60 ] [ 96 ] |
| 2011 | Festival de télévision de Monte-Carlo                    | Outstanding European Producer – Drama TV Series, Philippe De Schepper      | Genomineerd | [ 60 ] [ 97 ] |
| 2011 | Festival de télévision de Monte-Carlo                    | Outstanding Actor – Drama TV Series, Koen De Bouw                          | Genomineerd | [ 60 ] [ 98 ] |
| 2011 | Festival de télévision de Monte-Carlo                    | Outstanding Actor – Drama TV Series, Kevin Janssens                        | Genomineerd | [ 60 ] [ 98 ] |
| 2011 | Festival de télévision de Monte-Carlo                    | Outstanding Actress – Drama tv-series, Joke Devynck                        | Genomineerd | [ 60 ] [ 99 ] |
| 2011 | Festival de télévision de Monte-Carlo                    | Outstanding Actress – Drama TV Series, Katelijne Verbeke                   | Genomineerd | [ 60 ] [ 99 ] |
| 2012 | Festival de télévision de Monte-Carlo                    | Outstanding International Producer – Drama TV Series, Philippe De Schepper | Genomineerd |               |
| 2012 |                                                          | Outstanding European Producer – Drama TV Series, Philippe De Schepper      | Genomineerd |               |
| 2012 | Outstanding Actor – Drama TV Series, Axel Daeseleire     | Genomineerd                                                                |             |               |
| 2012 | Outstanding Actor – Drama TV Series, Kevin Janssens      | Genomineerd                                                                |             |               |
| 2012 | Outstanding Actress – Drama TV Series, Joke Devynck      | Genomineerd                                                                |             |               |
| 2012 | Outstanding Actress – Drama TV Series, Marianne Devriese | Genomineerd                                                                |             |               |
| 2013 | Festival de télévision de Monte-Carlo                    | Outstanding International & European Producer – Drama TV Series, Eyeworks  | Genomineerd |               |
| 2016 | Vlaamse Televisie Sterren 2016                           | Beste Drama                                                                | Gewonnen    |               |

## Merchandise

### Soundtrack
Regisseur Jan Verheyen zegt altijd veel belang te hebben gehecht aan de juiste muziek. Na lang zoeken naar een geschikt nummer voor de film, kwam men terecht bij A Good Kiss, dat werd ingezongen door de Vlaams-Turkse zangeres Hadise. Dit was voor de zangeres meteen de eerste keer dat een van haar nummers in een film te horen was. Het nummer werd geschreven door Hadise zelf, in samenwerking met Yves Gaillard. Het nummer werd op 3 september 2008 tevens uitgebracht op maxi-single door EMI, met daarop de volgende versies:
1. Radio Edit (H. Açıkgöz, Y. Gaillard) — 03:13
2. Club mix (H. Açıkgöz, Y.Gaillard) — 3:19
3. Original Version (H. Açıkgöz, Y. Gaillard) — 03:18

De single is zowel beschikbaar als fysieke single en legale download via onder meer iTunes. De single stond acht weken in de Ultratop 50 en piekte op de 28e positie. De song is tevens beschikbaar op haar tweede full-album Hadise.
De introtune en overige muziek die in de serie gebruikt wordt, werd verzorgd door Steve Willaert. Willaert stond onder andere in voor de muziek van de televisieseries Katarakt, Aspe, Halleluja! en Stille Waters en de films De Indringer en De hel van Tanger. De intromuziek is afgeleid van het nummer Waiting van de hand van Willaert en Michael Leahy, gezongen door Chantal Kashala. Het nummer is verkrijgbaar als legale download in de volgende versies:
1. Original Version (S. Willaert, M. Leahy) — 02:59
2. Instrumental (S. Willaert, M. Leahy) — 02:55

Alle overige muziek is instrumentale muziek ter ondersteuning van de scènes.

### Dvd
De dvd-box van het eerste seizoen Vermist werd uitgebracht op 6 mei 2008. Het betreft een box met drie discs, waarop respectievelijk twee en twee maal vier afleveringen op staan. Voor alle afleveringen zijn Nederlandse ondertitels beschikbaar. In totaal gingen ruim 75.000 dvd-boxen over de toonbank. Behalve enkele crosspromotionele trailers staan er geen extra's op de dvd's, maar op de website van de serie zijn wel enkele backstage-filmpjes te bekijken. Een aparte dvd met enkel de film werd exclusief verspreid via Dag Allemaal.
Het tweede seizoen werd op 18 mei 2010 uitgebracht.
Het derde seizoen van Vermist was vanaf 21 februari 2012 te verkrijgen op dvd.
Het vierde seizoen was vanaf 4 december 2012 te verkrijgen op dvd.
Het vijfde seizoen verschijnt vanaf oktober 2014 op dvd.